# ロドスのメントル
ロドスのメントル（ギリシア語:Μέντωρ ὁ Ῥόδιος, ラテン文字表記：Mentor, 紀元前385年頃 - 紀元前340年）は、ロドス島出身の古代ギリシアの傭兵である。アレクサンドロス3世とは、配下としても敵としても戦った。また、後にアレクサンドロス3世の側室となるバルシネの最初の夫としても知られる。
紀元前358年、メントルは弟のメムノンとともにペルシアのサトラップであるアルタバザスに雇われて反乱戦争に加わった。メントルの活躍にもかかわらず、反乱は失敗し、アルタバザス、バルシネ、メムノンはマケドニア王国に逃れてピリッポス2世に迎えられた。メントルはエジプトに逃れた。
エジプトのファラオ、ナクトホルエブはすぐにギリシアの傭兵の協力を求め、4000人の傭兵の長としてメントルを送って、ペルシアに対して反乱を起こしているサイダを支援した。メントルは何人かのサトラップを破ったが、アルタクセルクセスの軍を破ることができず、紀元前346年に捕らえられた。
アルタクセルクセスはメントルの能力を認め、恩赦を与えた。メントルはすぐに、かつてかくまってもらったエジプトの侵略に向かわされ、エジプトを破った後の紀元前342年、アルタクセルクセスはメントルを西方の司令官に任命した。この地位にあった短い期間に、彼はアルタバザス、バルシネ、メムノンに恩赦を与え、帰宅を許した。メントルは、この地位についた4年後に死去した。彼の娘は、後にネアルコスと結婚し、妻のバルシネは弟のメムノンと再婚した。メムノンはメントルの死後、司令官の職を引き継いだ。